# Alysse (corvette)
Pour les articles homonymes, voir Alysse.

Lancée le 3 mars 1941 sous le nom de HMS Alyssum (indicatif visuel K 100), la corvette est cédée le 5 juin 1941 aux Forces navales françaises libres (FNFL), qui la baptise Alysse le 17 juin 1941. Elle fait partie des neuf corvettes de classe Flower mises à la disposition des Forces navales françaises libres par l'Amirauté britannique.

## Service
Elle a été torpillée le 9 février 1942 au large de Terre-Neuve par le sous-marin U-654 alors qu'elle escortait le convoi ON-60. 
L'explosion de la torpille à l'avant du bâtiment provoqua la mort de 35 membres d'équipage ainsi que celle d'un officier de liaison britannique. Les survivants dont le commandant blessé ont été recueillis par les bâtiments NCSM Moosejaw (K 164) et NCSM Hepatica (K 159).
L’Alysse est ensuite prise en remorque par la corvette Hepatica. Elle finit par couler à 9 h 30.

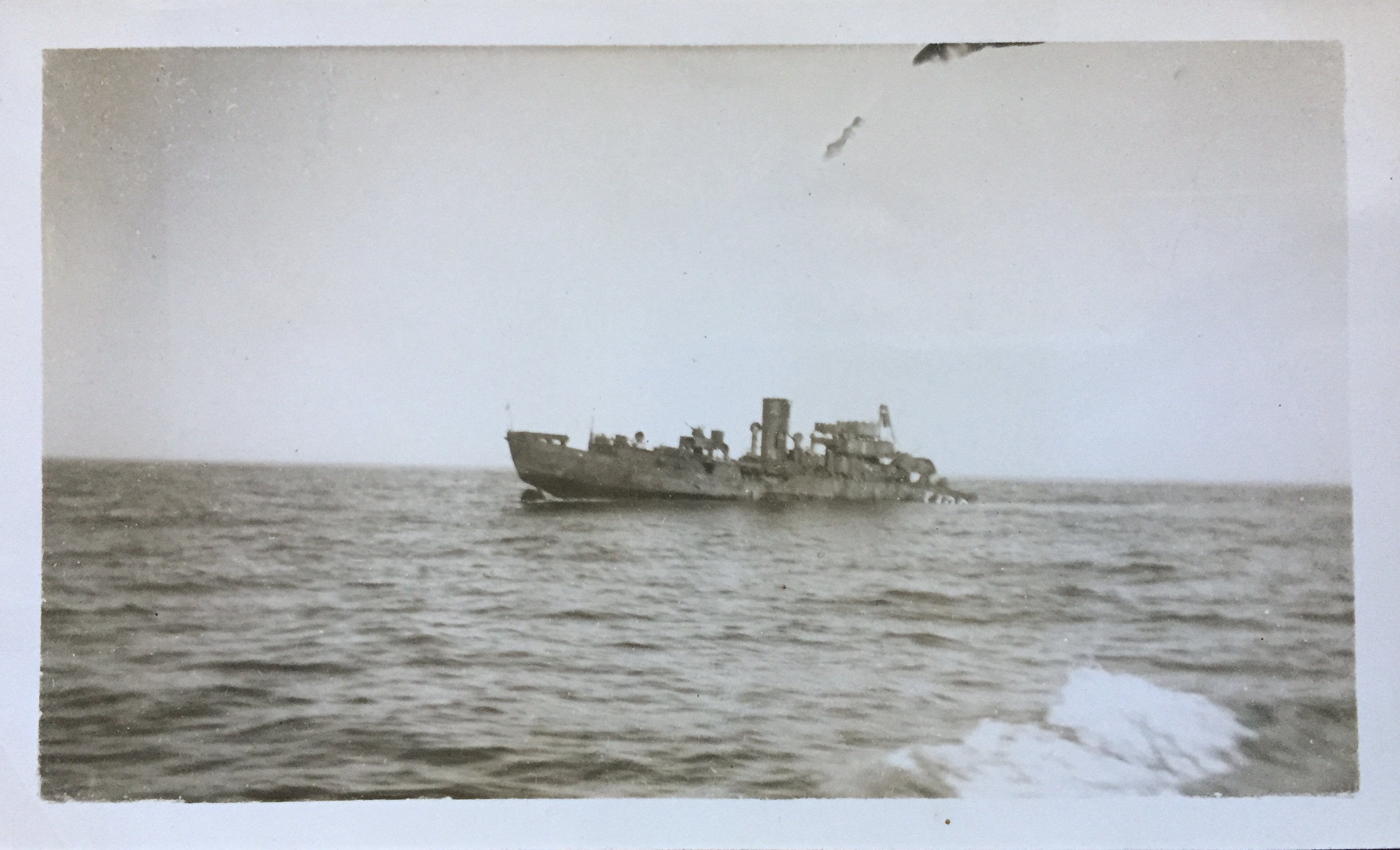
Dernière photo de l'Alysse en train de couler, prise depuis le HMCS Moose Jaw, le 9 février 1942

## Convois
| Convoi | Date Départ       | Lieu départ | Date arrivée      | Lieu arrivée                                                   | Notes                                                                  |
| ------ | ----------------- | ----------- | ----------------- | -------------------------------------------------------------- | ---------------------------------------------------------------------- |
| OB 349 | 21 juillet 1941   | Liverpool   | 1er août 1941     | Dispersé à la position 50° 00′ N, 48° 00′ O.                   | 45 navires marchands et 16 escorteurs. Pas de pertes                   |
| SC 40  | 13 août 1941      | Sydney      | 22 août 1941      | Liverpool                                                      | 52 navires marchands et 21 escorteurs. Pas de pertes                   |
| HX 146 | 21 août 1941      | Halifax     | 2 septembre 1941  | Liverpool                                                      | 65 navires marchands et 23 escorteurs. Pas de pertes                   |
| ON 10  | 2 septembre 1941  | Liverpool   | 9 septembre 1941  | Dispersé.                                                      |                                                                        |
| SC 44  | 14 septembre 1941 | Sydney      | 22 septembre 1941 | Liverpool                                                      | 59 navires marchands et 23 escorteurs. 2 navires coulés                |
| ON 19  | 27 septembre 1941 | Liverpool   | 7 octobre 1941    | Dispersé                                                       | 48 navires marchands et 16 escorteurs. Pas de pertes                   |
| SC 50  | 19 octobre 1941   | Sydney      | 31 octobre 1941   | Liverpool                                                      | 47 navires marchands et 16 escorteurs. Pas de pertes                   |
| ON 32  | 6 novembre 1941   | Liverpool   | 14 novembre 1941  | Halifax                                                        | 51 navires marchands et 13 escorteurs. Pas de pertes                   |
| SC 56  | 24 novembre 1941  | Sydney      | 4 décembre 1941   | Liverpool                                                      | 47 navires marchands et 20 escorteurs. Pas de pertes                   |
| SC 66  | 29 décembre 1941  | Sydney      | 30 décembre 1941  | Dispersé le 12 janvier 1942 à la position 56° 49′ N, 9° 12′ O. | 36 navires marchands et 17 escorteurs. Pas de pertes                   |
| ON 60  | 2 février 1942    | Liverpool   | 8 février 1942    | Halifax                                                        | 51 navires marchands et 15 escorteurs. 2 navires coulés dont l' Alysse |

## Citations
Le 4 avril 1944, l’Alysse est citée à l’ordre de la division avec l’attribution de la Croix de Guerre avec étoile d’argent.